# Anartia amathea
Anartia amathea är en fjärilsart som beskrevs av Carl von Linné 1758. Anartia amathea ingår i släktet Anartia och familjen praktfjärilar. Inga underarter finns listade i Catalogue of Life.

## Bildgalleri

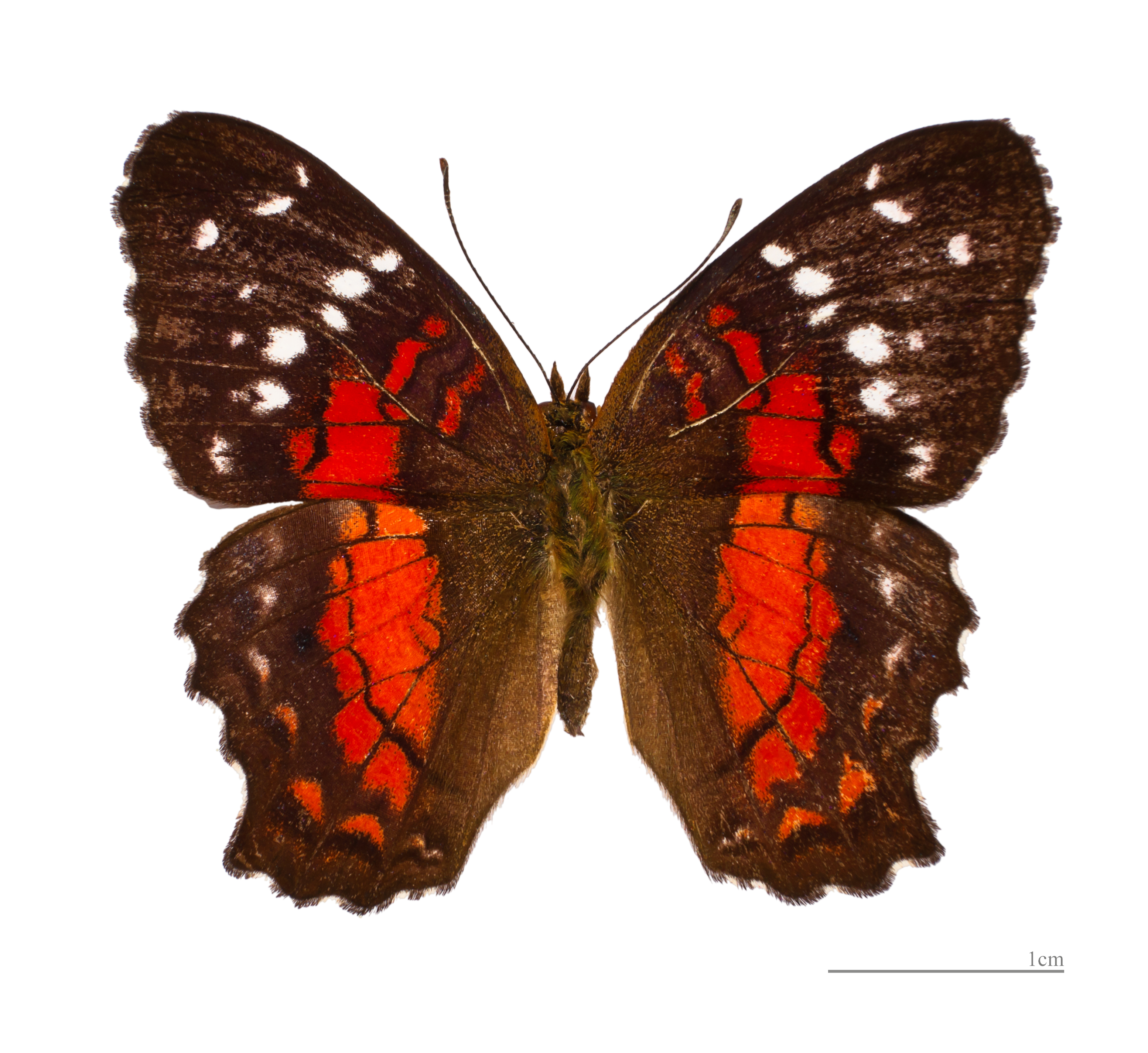
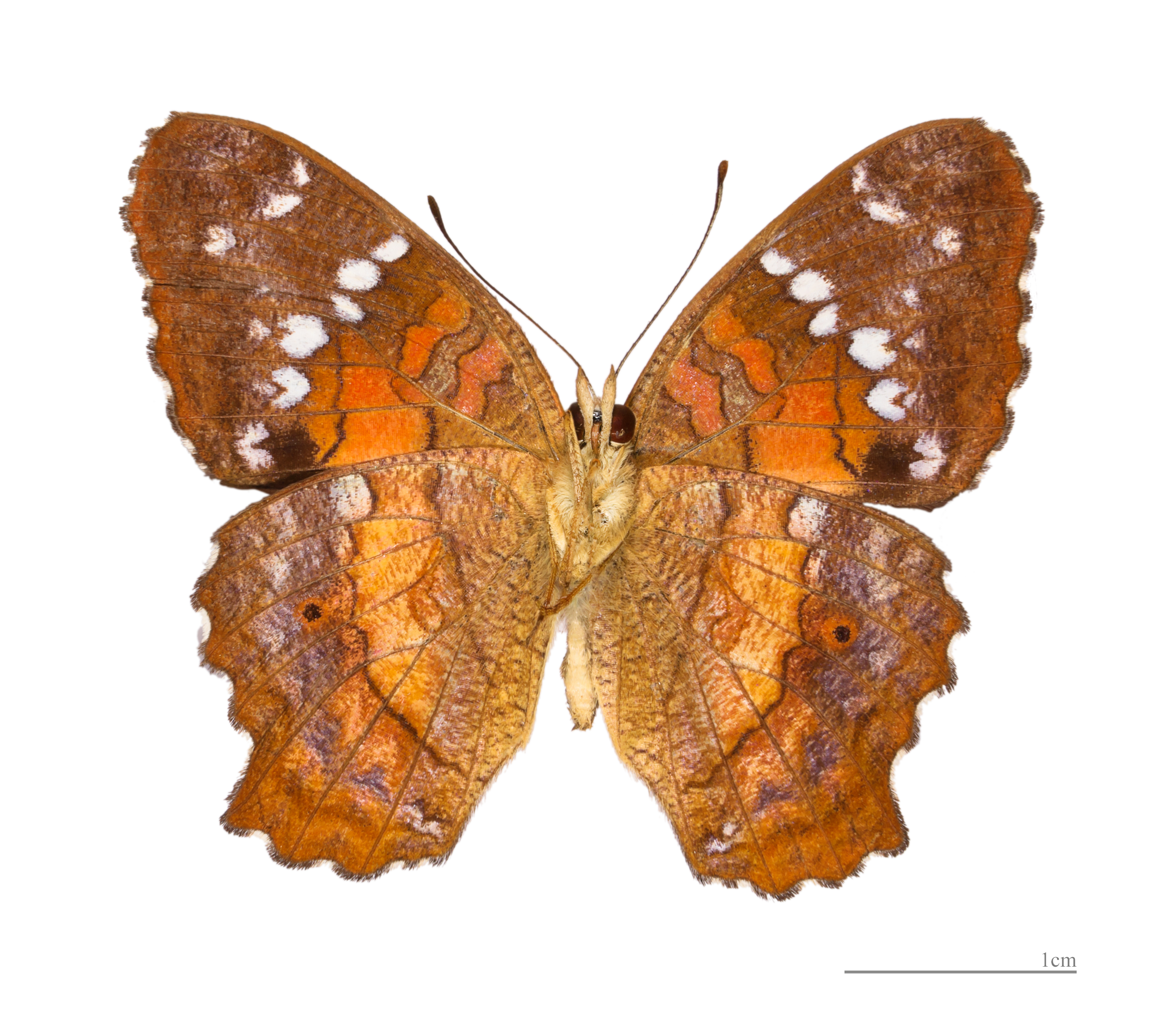